# Metro Decay
Metro Decay war eine griechische New-Wave-Band der 1980er Jahre, die als eine der ersten und einflussreichsten Bands der Athener und griechischen Post-Punk-Ära gilt.

## Geschichte
Metro Decays Musik ist geprägt von Keyboard-dominierten, düsteren Sounds, die teilweise stark an The Cure und ähnliche britische Vorbilder erinnern. Die Texte, durchgängig in griechischer Sprache, was zu der Zeit eine Seltenheit war, vermitteln eine pessimistische, klaustrophobische Grundperspektive.
1982 gaben sie zusammen mit Nick Caves Band The Birthday Party Konzerte und veröffentlichten im darauffolgenden Jahr ihre erste Single Σκιές / Κειμήλια (zu deutsch: Schatten / Reliquien), gefolgt von ihrer ersten und letzten LP 1984 Υπέρβαση (Überwindung) bei Griechenlands berühmtesten Independent-Label der 1980er Jahre, Creep Records.
Noch Jahre nach der Auflösung der Band wurde Metro Decay bei Leserumfragen der griechischen Musikzeitschrift Pop und Rock zu Griechenlands großer Musikhoffnung gewählt.

## Diskografie

### Alben
- 1984: Υπέρβαση (Creep Records)

### Singles
- 1983: Σκιές / Κειμήλια (Creep Records)